# Campionati bielorussi di ciclismo su strada
I Campionati bielorussi di ciclismo su strada sono la manifestazione ciclistica annuale che assegna il titolo di Campione di Bielorussia. I vincitori hanno il diritto di indossare per un anno la maglia di campione bielorusso, come accade per il campione mondiale.

## Campioni in carica
| Uomini Elite | Uomini Elite      |
| ------------ | ----------------- |
| In linea     | Stanislaŭ Bažkoŭ  |
| Cronometro   | Jaŭheni Karalëk   |
| Donne Elite  |                   |
| In linea     | Taccjana Šarakava |
| Cronometro   | Taccjana Šarakava |

## Albo d'oro

### Titoli maschili
Aggiornato all'edizione 2021.
| Anno | Vincitore           | Secondo              | Terzo                 |
| ---- | ------------------- | -------------------- | --------------------- |
| 1996 | Viatcheslav Guerman | Oleg Bondarik        | Pavel Kavetzky        |
| 1997 | Sergej Borodoulin   | Alexander Charapov   | Andrej Borodoulin     |
| 1998 | Alexander Charapov  | Aljaksandr Usaŭ      | Aljaksandr Kazloŭ     |
| 1999 | Yauheni Seniushkin  | Evgeni Golovanov     | Sergei Borodoulin     |
| 2000 | Aljaksandr Kazloŭ   | Aljaksandr Kučynski  | Dimitri Aulasenko     |
| 2001 | Jaŭhen Sobal'       | Aleksei Levdanski    | Aljaksandr Kazloŭ     |
| 2002 | Aljaksandr Usaŭ     | Aljaksandr Kazloŭ    | Kanstancin Siŭcoŭ     |
| 2003 | Jaŭhen Sobal'       | Kanstancin Siŭcoŭ    | Jaŭhen Hutarovič      |
| 2004 | Jaŭhen Sobal'       | Uladzimir Autka      | Vasil Kiryienka       |
| 2005 | Aljaksandr Kučynski | Anatole Chaburka     | Vladimir Autko        |
| 2006 | Kanstancin Siŭcoŭ   | Aljaksandr Kučynski  | Anatole Chaburka      |
| 2007 | Branislaŭ Samojlaŭ  | Aljaksandr Kučynski  | Jaŭhen Hutarovič      |
| 2008 | Jaŭhen Hutarovič    | Aljaksandr Kučynski  | Aljaksandr Usaŭ       |
| 2009 | Jaŭhen Hutarovič    | Aljaksandr Kučynski  | Aljaksandr Sinelnikaŭ |
| 2010 | Aljaksandr Kučynski | Jaŭhen Sobal'        | Kanstancin Klimjankoŭ |
| 2011 | Aljaksandr Kučynski | Kanstancin Siŭcoŭ    | Branislaŭ Samojlaŭ    |
| 2012 | Jaŭhen Hutarovič    | Sjarhej Papok        | Aljaksandr Kučynski   |
| 2013 | Andrėj Krasilnikaŭ  | Sjarhej Papok        | Ihar Mytskoi          |
| 2014 | Jaŭhen Hutarovič    | Branislaŭ Samojlaŭ   | Aljaksandr Kučynski   |
| 2015 | Andrėj Krasilnikaŭ  | Dzmitryj Žyhunoŭ     | Aljaksandr Kučynski   |
| 2016 | Kanstancin Siŭcoŭ   | Mikalaj Šumaŭ        | Branislaŭ Samojlaŭ    |
| 2017 | Mikalaj Šumaŭ       | Anton Ivaškin        | Aljaksandr Rabušėnka  |
| 2018 | Stanislaŭ Bažkoŭ    | Siarhei Papok        | Branislaŭ Samojlaŭ    |
| 2019 | Yauhen Sobal        | Anton Ivaškin        | Vasili Strokau        |
| 2020 | Yauhen Sobal        | Aljaksandr Rabušėnka | Jaŭheni Karalëk       |
| 2021 | Stanislaŭ Bažkoŭ    | Mark Grinkevich      | Yauhen Sobal          |

| Anno | Vincitore           | Secondo             | Terzo               |
| ---- | ------------------- | ------------------- | ------------------- |
| 1997 | Alexandre Choupikov | Pavel Kavetzky      | Yauheni Seniushkin  |
| 1998 | Alexandre Choupikov | Ihar Hrimkaŭ        | Aljaksandr Kazloŭ   |
| 1999 | Viktor Rapinski     | Andrej Voinau       | Vasil' Kiryenka     |
| 2000 | Viktor Rapinski     | Vasil' Kiryenka     | Dzmitryj Aulasenka  |
| 2001 | Viktor Rapinski     | Vasil' Kiryenka     | Aljaksandr Kučynski |
| 2002 | Vasil' Kiryenka     | Kanstancin Siŭcoŭ   | Aljaksandr Kučynski |
| 2003 | Jaŭhen Sobal'       | Dzmitryj Aulasenka  | Kanstancin Siŭcoŭ   |
| 2004 | Kanstancin Siŭcoŭ   | Vasil' Kiryenka     | Yauhen Sobal        |
| 2005 | Vasil' Kiryenka     | Viktor Rapinski     | Vladimir Autko      |
| 2006 | Vasil' Kiryenka     | Aljaksandr Kučynski | Anatole Chaburka    |
| 2007 | Andrėj Kunicki      | Branislaŭ Samojlaŭ  | Vasil' Kiryenka     |
| 2008 | Andrėj Kunicki      | Vasil' Kiryenka     | Aljaksandr Kučynski |
| 2009 | Branislaŭ Samojlaŭ  | Andrėj Krasilnikaŭ  | Sjarhej Novikaŭ     |
| 2010 | Branislaŭ Samojlaŭ  | Andrėj Krasilnikaŭ  | Sjarhej Novikaŭ     |
| 2011 | Kanstancin Siŭcoŭ   | Il'ja Kašavoj       | Andrei Holubeu      |
| 2012 | Branislaŭ Samojlaŭ  | Andrėj Krasilnikaŭ  | Stanislaŭ Bažkoŭ    |
| 2013 | Kanstancin Siŭcoŭ   | Andrėj Krasilnikaŭ  | Branislaŭ Samojlaŭ  |
| 2014 | Kanstancin Siŭcoŭ   | Sjarhej Papok       | Branislaŭ Samojlaŭ  |
| 2015 | Vasil' Kiryenka     | Branislaŭ Samojlaŭ  | Aleh Ahijevič       |
| 2016 | Kanstancin Siŭcoŭ   | Branislaŭ Samojlaŭ  | Aleh Ahijevič       |
| 2017 | Jaŭheni Karalëk     | Stanislaŭ Bažkoŭ    | Anton Muzyčkin      |
| 2018 | Vasil' Kiryenka     | Branislaŭ Samojlaŭ  | Kanstancin Siŭcoŭ   |
| 2019 | Yauhen Sobal        | Branislaŭ Samojlaŭ  | Jaŭheni Karalëk     |
| 2020 | Jaŭheni Karalëk     | Branislaŭ Samojlaŭ  | Mikhail Shemetau    |
| 2021 | Jaŭheni Karalëk     | Branislaŭ Samojlaŭ  | Yauhen Sobal        |

### Titoli femminili
Aggiornato all'edizione 2020.
| Anno | Vincitore          | Secondo               | Terzo              |
| ---- | ------------------ | --------------------- | ------------------ |
| 1999 | Taccjana Makeeva   | Veranika Šaramecjeva  | Aksana Zvjahinceva |
| 2000 | Taccjana Makeeva   | Vol'ha Kušnerevič     | Valjancina Vaulčok |
| 2001 | Taccjana Makeeva   | Vol'ha Hayeva         | Vol'ha Kušnerevič  |
| 2002 | Vol'ha Hayeva      | Veranika Šaramecjeva  | Julija Čerepan     |
| 2003 | Vol'ha Hayeva      | Taccjana Šarakava     | Taccjana Makeeva   |
| 2004 | Vol'ha Hayeva      | Taccjana Šarakava     | Marija Halan       |
| 2005 | Taccjana Šarakava  | Alena Hecman          | Veranika Vyrastka  |
| 2006 | Alena Hecman       | Veranika Šaramecjeva  | Hanna Subota       |
| 2007 | Taccjana Šarakava  | Aksana Papko          | Alena Amjaljusik   |
| 2008 | Kacjaryna Šarakava | Zinaida Stahurskaja   | Iryna Asavec       |
| 2009 | Taccjana Šarakava  | Zinaida Stahurskaja   | Alena Sitsko       |
| 2010 | Aksana Papko       | Alena Amjaljusik      | Iryna Krjučkova    |
| 2011 | Alena Amjaljusik   | Taccjana Šarakava     | Alena Sitsko       |
| 2012 | Taccjana Šarakava  | Svjatlana Stahurskaja | Alena Amjaljusik   |
| 2013 | Alena Amjaljusik   | Marina Shmayankova    | Ksenija Tuhaj      |
| 2014 | Alena Amjaljusik   | Alena Sitsko          | Ksenija Tuhaj      |
| 2015 | Alena Amjaljusik   | Taccjana Šarakava     | Vol'ha Masjukovič  |
| 2016 | Taccjana Šarakava  | Ksenija Tuhaj         | Palina Pivavarava  |
| 2017 | Taccjana Šarakava  | Hanna Tserah          | Ina Savenka        |
| 2018 | Alena Amjaljusik   | Taisa Naskovich       | Hanna Tserah       |
| 2019 | Taccjana Šarakava  | Hanna Tserah          | Alena Amjaljusik   |
| 2020 | Taccjana Šarakava  | Maryna Zueva          | Polina Pivovarova  |
| 2021 | Taccjana Šarakava  | Hanna Tserah          | Alina Abramenka    |

| Anno | Vincitore          | Secondo             | Terzo                  |
| ---- | ------------------ | ------------------- | ---------------------- |
| 1999 | Taccjana Makeeva   | Svjatlana Syčeva    | Veranika Šaramecjeva   |
| 2000 | Taccjana Makeeva   | Alena Hecman        | Valjancina Vaulčok     |
| 2001 | Taccjana Makeeva   | Vol'ha Kušnerevič   | Alena Hecman           |
| 2002 |                    |                     |                        |
| 2003 | Ialena Hetsman     |                     |                        |
| 2004 |                    |                     |                        |
| 2005 | Taccjana Šarakava  | Alena Hecman        |                        |
| 2006 | Alena Sitsko       | Alesya Belaichuk    |                        |
| 2007 | Kacjaryna Šarakava | Alena Dyl'ko        | Alena Amjaljusik       |
| 2008 | Kacjaryna Šarakava | Hanna Talkanica     | Zinaida Stahurskaja    |
| 2009 | Taccjana Šarakava  | Hanna Talkanica     | Alena Amjaljusik       |
| 2010 | Aksana Papko       | Alena Sitsko        | Taccjana Panina        |
| 2011 | Alena Amjaljusik   | Taccjana Šarakava   | Aksana Papko           |
| 2012 | Alena Amjaljusik   | Alena Dyl'ko        | Alena Sitsko           |
| 2013 | Alena Amjaljusik   | Alena Sitsko        | Vol'ha Masjukovič      |
| 2014 | Alena Amjaljusik   | Vol'ha Masjukovič   | Palina Pivavarava      |
| 2015 | Alena Amjaljusik   | Taccjana Šarakava   | Alena Sitsko           |
| 2016 | Taccjana Šarakava  | Alena Amjaljusik    | Volha Masiukovich      |
| 2017 | Taccjana Šarakava  | Ina Savenka         | Palina Pivavarava      |
| 2018 | Alena Amialiusik   | Ina Savenka         | Kacjaryna Pjatroŭskaja |
| 2019 | Taccjana Šarakava  | Alena Amialiusik    | Anastasiya Kolesava    |
| 2020 | Taccjana Šarakava  | Anastasiya Kolesava | Hanna Tserakh          |
| 2021 | Taccjana Šarakava  | Hanna Tserakh       | Maryna Zueva           |